# Thomas de Leu
Thomas de Leu ou Leeuw ou Le Leup (1560-1612) est un graveur et un éditeur d'estampes français d'origine néerlandaise.

## Biographie
Fils d'un marchand d'estampes originaire d'Audenarde, il fait ses débuts à Anvers où il travaille pour Jean Ditmart (v. 1538-1603), influencé par les Wierix.
Il travailla surtout à Paris, à partir de 1576, chez Jean Rabel. C'est un des plus importants graveurs de portraits de son temps.
En épousant Marie Caron en 1583, il devient le gendre d'Antoine Caron, l'un des principaux peintres de la 2e école de Fontainebleau, et, de ce fait, beau-frère des graveurs en taille douce Léonard Gaultier et Jaspar Isaac. Il épouse en secondes noces Charlotte Bothereau en 1605, et devient le beau-père de Claude Vignon puisque ce dernier épouse leur fille.
Thomas de Leu grave, en taille douce, soit d'après les peintres et les dessinateurs contemporains comme Caron, Rabel, Demonstier, Jacob Bunel, Quesnel, Perret, soit d'après ses propres dessins.
Ses principaux élèves sont Jacques Honnervogt (fl. 1608–1635) et Melchior Tavernier.

## Œuvre
Sa première gravure datée en 1579 est Justice. Il a produit environ 300 portraits dont ceux de Catherine de Médicis et de Henri III, de nombreuses gravures sur des sujets religieux tel que le Christ bénissant en 1598 et un ensemble de 25 estampes représentant la vie de Saint François.
Il a également fourni des illustrations pour des livres.
D'après Auguste Poirson, son œuvre se divise en deux parties : les pièces historiques et le portraits des principaux personnages de son époque.
La première pièce historique est l'effigie d'un grand projet d'arc de triomphe dressé à l'honneur de Henri IV, à l'occasion de la reddition de Paris, dont la composition est de Perret. la seconde est une estampe, d'après François Quesnel, représentant, le sacre de Louis XIII.
Une série de portraits, dans le goût des Wierix, représente Marie Stuart, le buste de Henri IV d'après Bunel, le couple de Henri IV et Marie de Médicis d'après Quesnel. D'après ses dessins, on retrouve les portraits de Henri de Bourbon prince de Condé gravé en 1595, celui de Lesdiguières en 1596, de Charles de Biron duc de Mayenne, du connétable de Montmorency et de sa femme et celui du poète Passerat.

Quelques gravures de Thomas de Leu
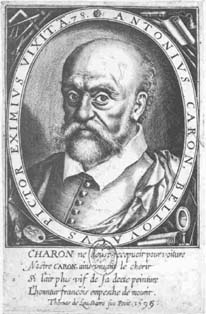
Antoine Caron (1599)
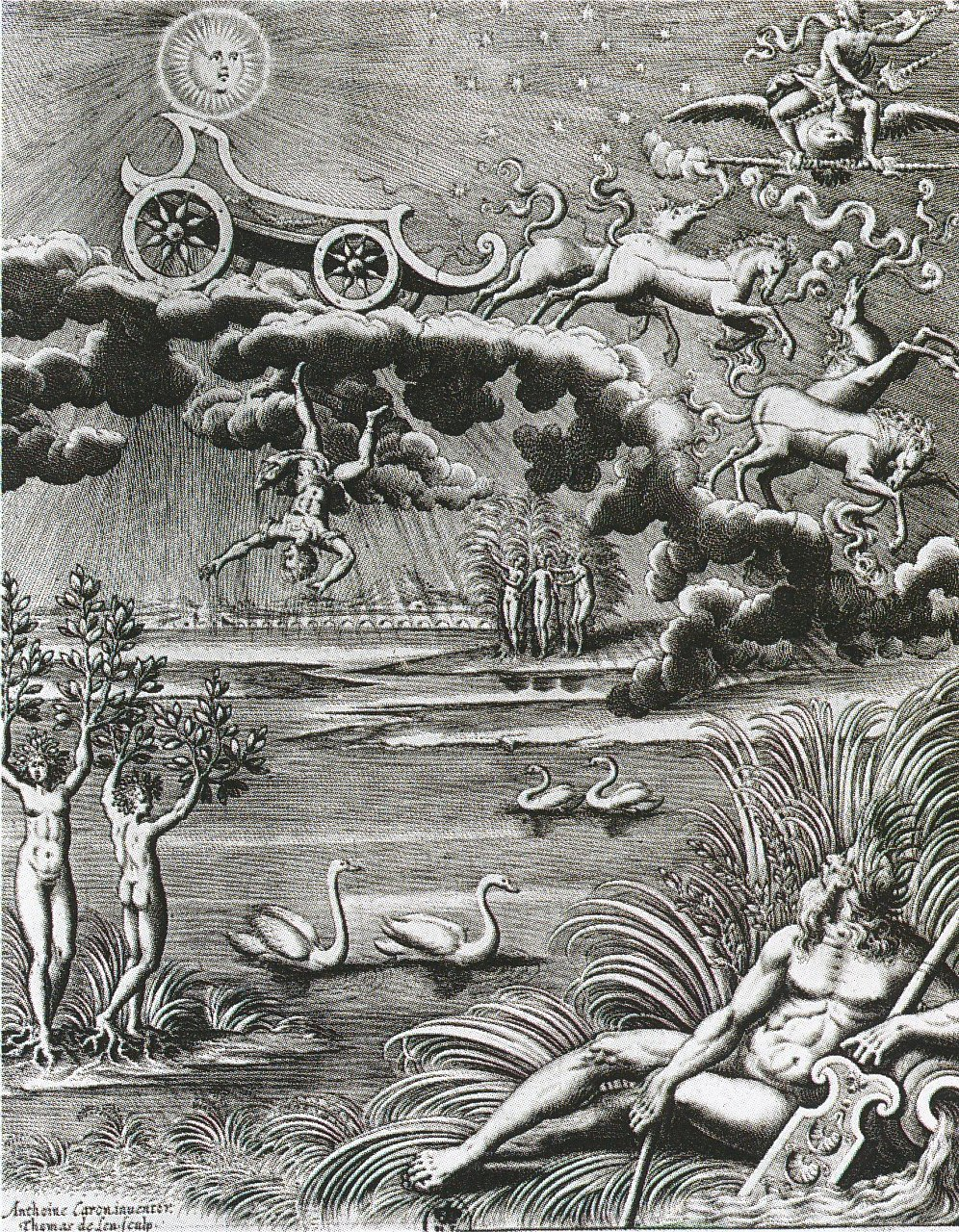
Phaethon d'après Antoine Caron (1614)
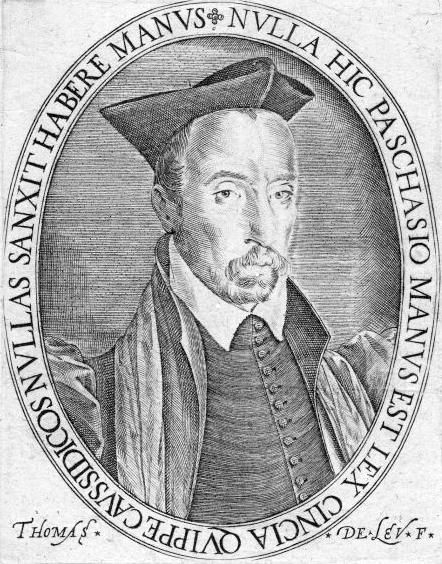
Étienne Pasquier (poète)
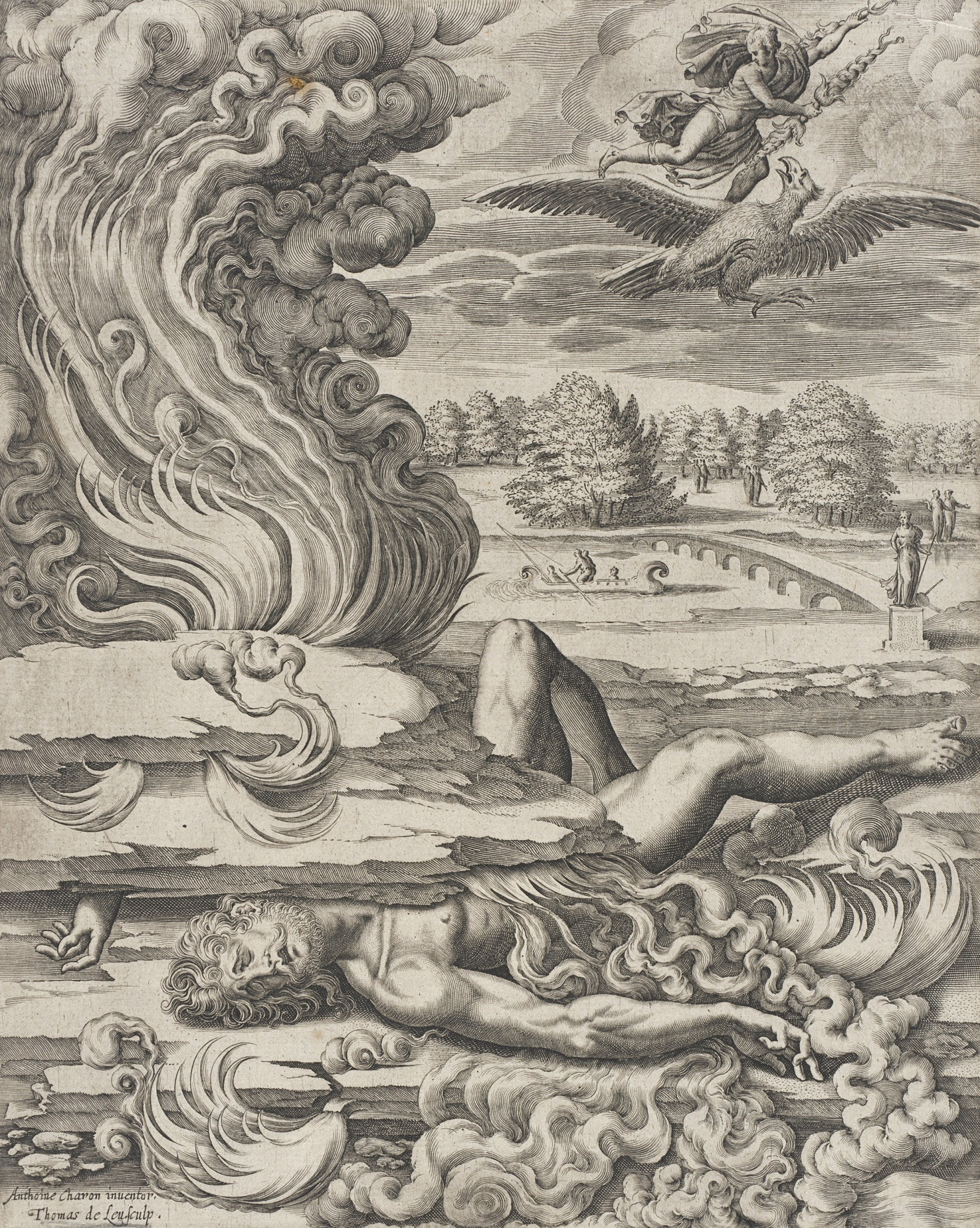
Prométhée d'après Antoine Caron
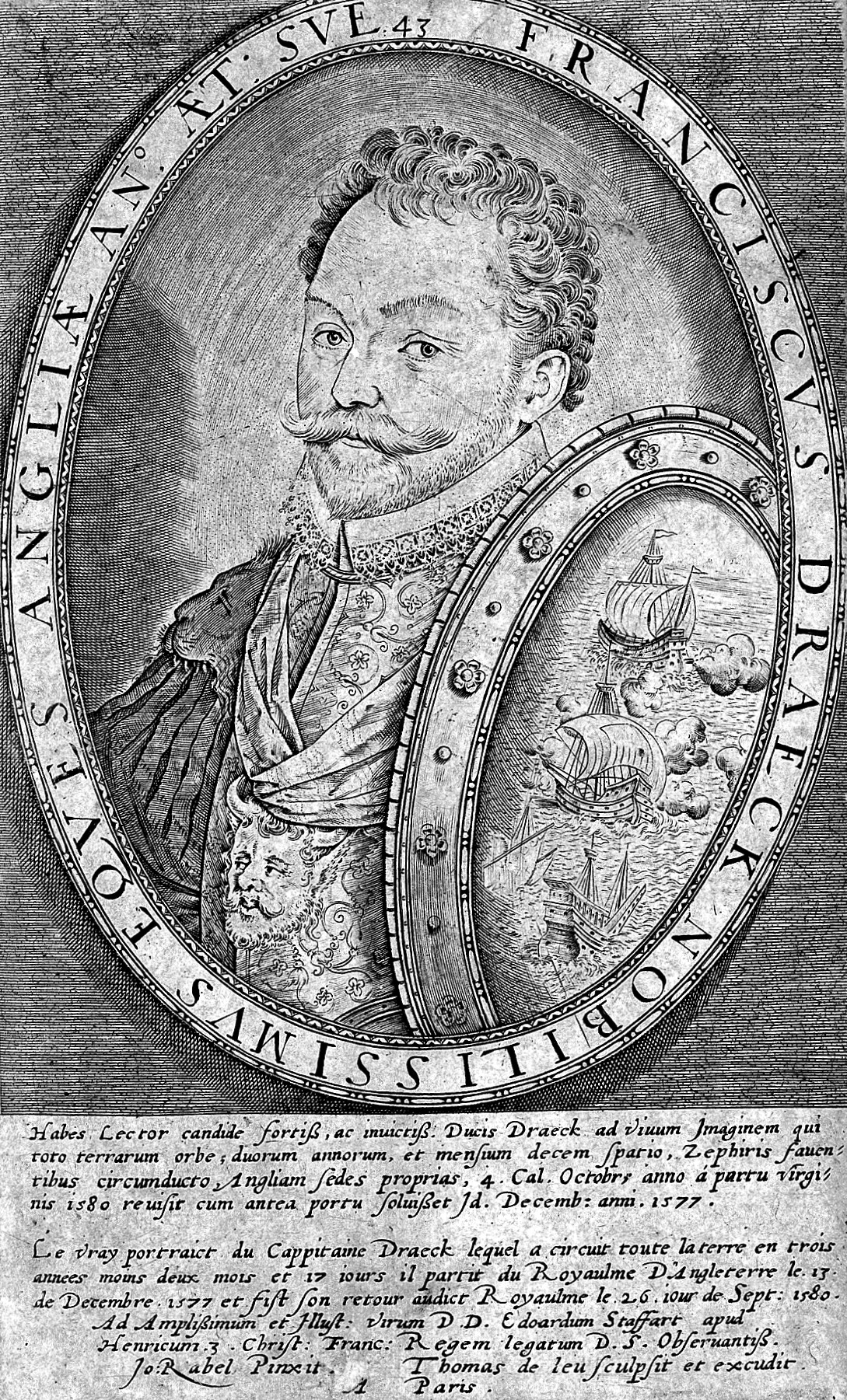
Sir Francis Drake d'après Jean Rabel